# Kuortakkolampi
Kuortakkolampi är en sjö i Finland. Den ligger i kommunen Sodankylä i landskapet Lappland, i den norra delen av landet, 800 km norr om huvudstaden Helsingfors. Kuortakkolampi ligger 211,8 meter över havet. Den ligger söder om sjön Vuojärvi. Arean är 19,1 hektar och strandlinjen är 2,28 kilometer lång. Sjön  ingår i Kemi älvs huvudavrinningsområde. 